# Resolute Forest Products
Der Konzern Resolute Forest Products entstand 2007 aus der Fusion von Abitibi-Consolidated aus Kanada und Bowater Inc. aus den Vereinigten Staaten. Das Unternehmen ist der weltweit größte Produzent von Zeitungspapier und führender Hersteller anderer Papierprodukte. 2009 meldete das Unternehmen im Zuge der Finanzkrise Insolvenz an.
Bowater besitzt 19 Papierfabriken und 20 Sägewerke in den Vereinigten Staaten, Kanada und Südkorea. Des Weiteren besitzt der Konzern über 565.000 Hektar Wald in den Vereinigten Staaten und Kanada und das Holzrecht auf über 12 Millionen Hektar in den kanadischen Wäldern.
Die Produktpalette besteht größtenteils aus Papier für Zeitungen und Magazine. Zusätzlich vertreibt Bowater noch Holzschliff an andere Papierhersteller und Holzprodukte aus seinen Sägewerken. Bowater ist nicht nur Produzent, sondern auch einer der größten Wiederverwerter von Zeitungs- und Magazinpapieren.
Im Juli 2022 wurde bekannt gegeben, dass der kanadische Zellstoff- und Papierhersteller Paper Excellence das Unternehmen übernehmen wird.
Am 1. März 2023 gab Paper Excellence die erfolgreiche Übernahme und die Beendigung der Börsennotierung der Aktien von Resolute Forest Products bekannt.

## Geschichte

Das Logo des Produzenten bis 2012

- 1881: Gründung als Papierhändler in London (Großbritannien) durch W. V. Bowater
- 1923: Umwandlung vom Papierhändler zum Papierproduzenten
- 1938: Erste nordamerikanische Produktionsstätte in Corner Brook, Neufundland
- 1984: Umwandlung in eine Aktiengesellschaft und Listung an der New Yorker Börse
- 1998: Übernahme des Konkurrenten Avenor Inc. mit Sitz in Montreal und weiteren fünf Produktionsstätten
- 2001: Übernahme von Alliance Forest Products mit Sitz in Montreal und drei Papierfabriken und zehn Sägewerken

Fusion mit Abitibi-Consolidated
Am 29. Januar 2007 gaben die Bowater und Abitibi-Consolidated ihre Fusion zum neuen Konzern AbitibiBowater Inc. bekannt. Durch die Fusion der beiden Unternehmen entsteht der drittgrößte Papierhersteller Nordamerikas und der achtgrößte der Welt. Hauptsitz des Unternehmens wird Montreal, Kanada sein. Am 1. Juli 2012 wurde das Unternehmen in Resolute Forest Products umbenannt.

## Werke
| Werk                     | Anzahl Papiermaschinen | Produktion 2015 in 1000 t | Produktion 2015 in 1000 t | Produktion 2015 in 1000 t | Produktion 2015 in 1000 t |
| Werk                     | Anzahl Papiermaschinen | Zellstoff                 | Tissue-Papier             | Zeitungspapier            | Spezialpapiere            |
| ------------------------ | ---------------------- | ------------------------- | ------------------------- | ------------------------- | ------------------------- |
| Alma, Québec             | 3                      |                           |                           |                           | 318                       |
| Amos, Québec             | 1                      |                           |                           | 193                       |                           |
| Baie-Comeau, Québec      | 2                      |                           |                           | 319                       |                           |
| Clermont, Québec         | 1                      |                           |                           | 218                       |                           |
| Dolbeau, Québec          | 1                      |                           |                           |                           | 139                       |
| Gatineau, Québec         | 1                      |                           |                           | 192                       |                           |
| Kénogami, Québec         | 1                      |                           |                           |                           | 133                       |
| Saint-Félicien, Québec   |                        | 335                       |                           |                           |                           |
| Thorold, Ontario         | 1                      |                           |                           | 129                       |                           |
| Thunder Bay, Ontario     | 1                      | 300                       |                           | 195                       |                           |
| Augusta (Georgia)        | 2                      |                           |                           | 384                       |                           |
| Calhoun (Tennessee)      | 3                      | 57                        |                           | 70                        | 389                       |
| Catawba (South Carolina) | 2                      | 210                       |                           |                           | 467                       |
| Coosa Pines, Alabama     |                        | 261                       |                           |                           |                           |
| Fairmont (West Virginia) |                        | 133                       |                           |                           |                           |
| Grenada (Mississippi)    | 1                      |                           |                           | 225                       |                           |
| Menominee, Michigan      |                        | 120                       |                           |                           |                           |
| Usk (Washington)         | 1                      |                           |                           | 169                       |                           |
| Hialeah, Florida         | 2                      |                           | 30*                       |                           |                           |
| Sanford (Florida)        | 1                      |                           | 20*                       |                           |                           |
| Mokpo, Südkorea          | 1                      |                           |                           | 188                       |                           |